# Futrono
Futrono – miasto w Chile, w regionie Los Ríos, w prowincji Ranco.